# Служба безопасности ОУН(б)
Слу́жба Безопа́сности ОУН (б) (укр. Служба Безпеки ОУН (б)) — спецслужба ОУН(б), созданная в середине — конце лета 1940 года на юго-востоке Генерал-губернаторства. С началом агрессии против СССР в конце июня 1941 года была развёрнута в «украинскую народную милицию» Украинской Самостийной Соборной Державы с вождём С. Бандерой. Осенью 1941 года часть персонала «милиции» была переформирована немцами в украинскую вспомогательную полицию.
С появлением весной 1943 УПА-ОУН(б) Служба безопасности ОУН(б) в июне того же года была интегрирована в структуре УПА и существовала до февраля 1945 года. К лету 1945 структуры СБ получили контроль над ОУН(б). По мере уничтожения УПА и ОУН(б), структуры СБ оставались наиболее активными составляющими подполья ОУН(б). Ликвидация СБ ОУН(б) на территории западных областей УССР была в основном завершена МГБ СССР к 1952 году. За время своего существования персонал СБ ОУН(б), широко применявший групповую ответственность, уничтожил значительное число как гражданского населения, так и собственно членов ОУН (называвших персонал СБ «ангелами с удавками»).
С весны 1943 года персонал СБ был задействован в уничтожении этнических поляков на оккупированной нацистской Германией территории Польши, де-юре вошедших в состав СССР в августе 1945 года.

## Предыстория создания
В разные годы в структурах сначала Украинской военной организации, а впоследствии Организации украинских националистов существовали соответствующие подразделения, в компетенцию которых принадлежали вопросы безопасности и разведки. С 1921 в структуре Начальной команды УВО была создана референтуру разведки, которую возглавляли О.Думин (1921-23) и Ю.Головинский (1923-30).
Активность польских спецслужб в борьбе с УВО заставила референтуру разведки начать работу и в контрразведывательном ключи.
После создания в феврале 1929 ОУН функции ее разведки и контрразведки в дальнейшем продолжала выполнять разведывательная референтура УВО до окончательного слияния этих двух организаций.
На территории Западной Украины были созданы отдельные отделы разведки, подчиненные Краевой экзекутиве ОУН. Возникла сеть жен. разведки. На Пражской конференции ОУН 1932 структура организации впервые получила собственную, отдельную от УВО спецслужбу —"контр-разведывательную референтуру", которую возглавил Я.Макарушка.

## Создание
20 марта 1939 года во Львове польской полицией был арестован референт службы безопасности на западноукраинских землях (ЗУЗ) тогда ещё единой ОУН Богдан Рыбчук, что парализовало работу референтуры.
Осенью 1939 года по указанию Степана Бандеры  референтура СБ ОУН на ЗУЗ была восстановлена. В группу по организации работы СБ, возглавленную  Евгеном  Верецёной, вошли Николай Лебедь, Николай Арсенич, Ярослав Гайвас, Осип Мащак, Григорий Прышляк, Иван Равлык и Богдан Рыбчук. Группа получила неофициальное название "семёрка".
К концу лета 1940 года раскол в ОУН оформился окончательно — созванный вождём ОУН А. Мельником в Кракове «Революционный трибунал» приговорил «раскольников» из ОУН-р  к смерти. После раскола один из членов "семёрки" - Ярослав Гайвас, остался в ОУН(м). Остальные поддержали Бандеру. Эта "шестерка" и стала руководством СБ ОУН(б). Службу возглавил Лебедь. Его заместителем стал Арсенич.
Запланированное руководством бандеровской ОУН восстание с целью провозглашения «Украины для украинцев» на территории западных областей УССР было сорвано действиями НКВД и НКГБ УССР. Первыми задачами созданной в это время СБ ОУН-р стали задания по физическому устранению лидеров ОУН и ликвидации своих сторонников, которые считались СБ известными органам НКВД/НКГБ УССР. В то же время более активные действия ОУН-р в отношении СССР (прежде всего разведывательная информация) нашли приоритетную поддержку со стороны немецкой разведки и СС (СД). В нескольких населённых пунктах Генерал-губернаторства (Закопане, Крыници, Каманчи) действовали центры подготовки персонала ОУН-р абвера и СД. С наступлением 1941 года активность подготовки персонала ОУН-р в Генерал-губернаторстве и активность ОУН-р на территории приграничных с ним областей УССР значительно возросли.
В марте 1941 Николая Лебедя избрали первым заместителем Бандеры, а в качестве руководителя (референта) СБ ОУН-р был утверждён Николай Арсенич (клички — Арсен, Григор, Березовский).

## Структура
Референтура службы безопасности делилась на подреферентуры:
1. разведки, или разведывательно-информационный отдел
2. контрразведки
3. следственно-оперативный отдел
4. полицейско-исполнительный отдел (занимался арестами, конвоированием задержанных, исполнением приговоров)

Территориальная структура СБ чётко привязывалась к территориальной структуре ОУН, которая выглядела следующим образом:
- станица - село. Если село большое, в нем могло быть несколько станиц.
- подрайон - три-пять станиц
- район - три-пять подрайонов
- надрайон - три района
- округа - три надрайона
- область - несколько округ
- Кроме того, вся территория Украины была поделена на четыре части (края) : Западные УКраинские земли (укр: ЗУЗ), Севере-Западные Украинские земли (укр: ПЗУЗ), Северо- или Центрально-Восточные украинские земли (укр: ПСУЗ/ОСУЗ), и ЮГО-ВОСТОЧНЫЕ УКРАИНСКИЕ ЗЕМЛИ (укр: ПівдСУЗ).[5][6]

## Документы, регламентирующие деятельность СБ ОУН

### Инструкция «Борьба и деятельность ОУН во время войны»
В апреле 1941 руководство ОУН-р, провозгласив себя «единственно-верной» ОУН — «орденом фанатиков и борцов» во главе с «вождем С. Бандерой», — утверждает инструкция «Борьба и деятельность ОУН во время войны», где отдельным разделом (Ґ) оговаривались задачи и организация СБ после начала агрессии против СССР — «Инструкции службы безопасности». Кроме этого раздела, задания и цели для СБ оговаривались и в других разделах данной инструкции. Так, в разделе «Общие направления политики ОУН на отдельных направлениях общественно-политической жизни» в рамках политическо-военной диктатуры ОУН в создающейся «Украинской Самостийной Соборной Державе» СБ «имеет исполнительную силу государственными средствами уничтожать враждебные Украине элементы, которые станут на территории вредителями, а также имеет возможность контролировать общественно-политическую жизнь в целом».
«Враждебные элементы» описаны несколькими пунктами ранее:

«Очищение территории от враждебного элемента
15. Во времена хаоса и смуты можно позволить себе ликвидацию нежелательных польских, московских и жидовских деятелей, особенно сторонников большевистско-московского империализма;
Политика в отношении национальных меньшинств

16. Национальные меньшинства делятся на: а) лояльные нам, собственно члены все еще угнетенных народов; б) враждебные нам — москали, поляки и жиды. а) имеют одинаковые права с украинцами…, б) уничтожать в борьбе, в частности тех, которые будут защищать режим: переселять в их земли, уничтожать, главным образом интеллигенцию, которую нельзя допускать ни в какие руководящие органы, вообще сделать невозможным „производство“ интеллигенции, доступ к школам и т. п. Руководителей уничтожат. Жидов изолировать, поубирать из управленческих структур, а также поляков и москалей. Если бы была непреодолимая нужда, оставить в хозяйственном аппарате жида, поставить ему нашего милиционера над головой и ликвидировать при наименьшей провинности. Руководителями могут быть только украинцы, а не чужаки — враги. Ассимиляция жидов исключается».

#### Раздел о СБ из инструкции «Борьба и деятельность ОУН во время войны» (1941 год)
Давал подробные указания на первоначальный, организационный, период деятельности органов безопасности (народной милиции) для каждой ветви её иерархической организации: село-район-область.
- Приводилось краткое обозрение органов госбезопасности в СССР.
- Детально указывался порядок действий при создании народной милиции в селах, колхозах и совхозах, на крупных промышленных предприятиях. На более высоком уровне иерархии рассматривались особенности организации милиции в районных и областных центрах. Определялись методы взаимодействия и координации действий органов милиции разных уровней иерархии.[7]

Непосредственно в заданиях, очерченных «инструкцией для Службы Безопасности» ОУН (б) — «Народной милиции», указывалось:
…существуют элементы … которые при создании нового революционного строя на Украине должны быть нейтрализованы. Этими элементами являются
- Русские, направленные на украинские земли для закрепления власти Москвы на Украине.
- Евреи как индивидуально так и как национальная группа.
- Иноземцы, преимущественно разные азиаты, которыми колонизирует Москва Украину с целью создания на Украине национальной шахматной доски.
- Поляки, на западно-украинских землях, которые не отреклись мечты от построения Великой Польши, как раз за счёт украинских земель, хоть бы и Польша стала красной.

Задачи «Народной милиции» определялись как первоначальное проведение «чистки энкаведистов, русских, евреев и прочих» а также составление списков «отметившихся в преследовании и гонении украинцев — в первую очередь „неукраинцев“ — а собственно евреев, русских, поляков».
Городской команде «Народной милиции» рекомендовалось «…после проведения чистки среди энкаведистов, русских, евреев и прочих можно приступить к организации правильной жизни в городе».
Также «Народная Милиция» должна была действовать так, «чтобы армия и органы союзника видели пользу себе от существования Народной милиции».
В соответствии с Инструкцией «Народная милиция» становилась единственным органом «государственной безопасности». В её структуре был создан "политический отдел, который по аналогии с гестапо (нем. Geheime Staatspolizei) (знакомой для ОУН-р организации) — назывался «Тайной государственной полицией».

### Инструкция СБ (1942 год)
В ней давалась общая характеристика видов, целей, задач в области разведки и контрразведки.

- Давались практические указания для разведчиков. Говорилось о особенностях подбора людей для разведслужб, о методах действия провокаторов и шпионов.
- В разделе, посвященном криминалистике, приводилась классификация преступлений и преступников. Давались сведения о проведении оперативно-следственных действий, содержании заключенных. Рассматривались вопросы, касающиеся судебной медицины.[9]

### Инструкция «II/V — 1949» (1949 год)
Определяла задачи разведки, контрразведки и пропаганды.
- На «внутреннем фронте» указывались такие задачи: ведение борьбы с агентами в структурах освободительного движения, проверка кадров организации и вступающих в неё, захват работников милиции с целью получения от них оперативной информации, выработка стойкости у членов ОУН к их возможной вербовке со стороны МГБ.
- На «внешнем участке» назывались следующие цели: распространение националистической литературы, пропаганда идей освободительного движения среди той части населения, которая еще не была втянута в борьбу с советской властью. Также указывалась на необходимость проведения разъяснительной работы среди учителей с востока, причем, запрещалась их ликвидация.[10]

## Практическая деятельность
С началом агрессии нацистской Германии и её сателлитов против СССР подполье ОУН-р приступило к дезорганизации тыла РККА и практическому выполнению заданий, изложенных в «Инструкции для организационного актива ОУН». Боевики ОУН неоднократно нападали на отступающие с запада Украины подразделения Красной армии и НКВД, призывали население не помогать РККА. Были случаи, когда отряды ОУН еще до прихода немцев занимали города. На «освобождённых» вермахтом территориях ОУН(б) начала формирование подразделений милиции.
25 июня 1941 года Я. Стецько в своем письме-отчёте С. Бандере указывал: «Создаём милицию, которая поможет убирать евреев». В ряде небольших населенных пунктов прошли вооруженные выступления сторонников ОУН-р, в нескольких из них ещё до подхода немецких частей ОУН-р удалось установить свой контроль. Эти акции сопровождались уничтожением находящихся в этих населенных пунктах лиц, относимых ОУН-р к «опоре режима» — «красноармейцы, энкавэдисты и жиды».
После оставления войсками Красной Армии Львова 26 июня 1941 года в нём также была организована «народная милиция», принявшая активное участие в еврейском погроме, начавшемся до вступления в город первых частей вермахта 30 июня 1941 года.
После провозглашения «Украинской Самостийной Соборной Державы с вождем С. Бандерой» при её «правительстве» было создано УДБ (Управление Державной Безопасности). С вступлением во Львов служб СС и СД — 1 июля 1941 года «народная милиция» перешла в их подчинение.

28 июля 1941 года 

№ 82/п

г. Львов 28 июля 1941

Службе безопасности ОУН во Львове

Нас уведомляет протоирей отец Табинский: наша милиция проводит теперь с немецкими органами многочисленные аресты жидов. Перед ликвидацией жиды защищаются всеми способами, в первую очередь деньгами. В соответствии с информацией отца Табинского, среди наших милиционеров есть те, которые за золото или деньги освобождают жидов, они должны быть арестованы. У нас нет никаких конкретных данных, но мы передаем вам для информации и дальнейшего использования.
Слава Украине 

Организация украинских националистов

Главный отдел пропаганды
Из 160 профессоров-поляков, проживавших во Львове на июнь 1941, для немедленного уничтожения в июле 1941 года по заранее подготовленным спискам были выбраны только те 38, которые принадлежали к группе польской интеллигенции, контактировавшей с советскими властями в 1940—1941 годах.
После расширения Генерал-Губернаторства, 7 августа 1941 Краевой Центр (укр. Провод) ОУН-р на западноукраинских землях издал Декларацию, в которой в частности указывалось «украинские националисты примут активное участие в общественной работе на всех участках национальной жизни. ОУН не идёт — вопреки провокационным сведениям вредителей украинскому делу — на подпольную борьбу против Германии».
Ещё одним направлением деятельности СБ стали члены ОУН, не признавшие раскол Бандеры.
В отчёте от 17 августа 1941 года УДБ уделило своим операциям против них значительное внимание. В этом отчёте указано, что во многие структуры и группы ОУН внедрены «люди СБ» — в особенности успешны внедрения в группы, направленные на восток Украины.
Основной задачей СБ ОУН было расследование и борьба с мельниковкской фракцией ОУН, вероятно, ее работа заключалась в ликвидации ведущих членов мельниковского провода ОУН. 30 августа в Житомире были убиты О. Сеник-Грибовский и М. Сциборский, в Галиции погиб ещё один высокопоставленный «мельниковец», ещё 100 «выносят смертные приговоры». Руководство ОУН(м) возложило вину за эти преступления на бандеровцев.
В немецком отчёте от сентября 1941 было указано, что созданная ОУН(б) милиция продолжает насилия, убийства и грабежи (в отношении имущества, объявленного собственностью Рейха), создаёт «Украинское гестапо» «Украинское СД», заставляет поляков, как и евреев, носить повязки, указывающие на национальную принадлежность.
Немцы, многократно ранее предупреждавшие ОУН(б) о необходимости прекращания подобных действий, поскольку гибли нужные для них кадры, на подготовку которых были потрачены время и деньги, 15 сентября «проредили» ряды «бандеровской администрации», арестовав к концу месяца до 1500 членов ОУН(б) на всей подконтрольной территории — от Рейскомиссариата «Украина» до Берлина и Вены.
На первой конференции ОУН, проходившей в начале октября 1941 года, была одобрена стратегия на будущее, основным пунктом которой был уход в глубокое подполье. После ареста Бандеры и Стецько руководство ОУН (б) осуществлял бывший глава службы безопасности Николай Лебедь, а руководство спецслужбой националистов перешло в руки Николая Арсенича. С конца 1941 основным направлениям деятельности службы безопасности стали: выявление и нейтрализация советской агентуры, оставленной в немецком тылу, разведывательные мероприятия против польского подполья, нейтрализация вражеских к ОУН (б) политических групп, контроль за конспирацией и дисциплиной в рядах собственной организации. Также предполагалось прекращение антинемецкой пропаганды и действий, которые могли бы вызвать репрессии с немецкой стороны.
Однако нацисты далее сотрудничать с «группой Бандеры» не собирались. Более того, 25 ноября 1941 года айнзатцкомандой «С-5» был отдан приказ о тайных расстрелах бандеровцев: «Все активисты бандеровского движения должны немедленно арестовываться и после тщательного допроса должны быть без шума ликвидированы под видом грабителей».
Действия нацистских властей в буквальном смысле слова вынудили перейти ОУН (Б) на антинемецкие позиции. Согласно немецким документам, новый лозунг националистов, датируемый осенью 1941 года, звучал так: «Да здравствует независимая Украина без евреев, поляков и немцев. Поляки за Сан, немцы в Берлин, евреи на крюк!».
С осени 1941 ОУН(б) уделяла внимание наполнению украинской вспомогательной полиции своими сторонниками не только на западе, но и на востоке Украины — «украинская национально-сознательная молодёжь должна массово добровольно записываться в кадры украинской полиции» на восточно-украинских землях.
«Украинская» милиция была широко задействована в уничтожении советских граждан, и прежде всего евреев, цыган и коммунистов. Так, к концу осени 1941 года эти формирования приняли активное участие в уничтожении от 150 до 200 тысяч евреев только на территории Рейсхскомиссариата Украина. В 1942 году они продолжили участие в уничтожении еврейского населения в западных и восточных областях Украины. Они также входили в состав охраны концентрационных лагерей для военнопленных и еврейских гетто.
В апреле 1942 года решением проходившей под Львовом второй конференции ОУН(б) «вооружённая борьба против немецкого оккупанта» откладывалась на неопределённый срок. Основными задачами становилась борьба «против московско-большевистских влияний, против пропаганды партизанщины» и против «оппортунистов» — ОУН(м) и УНР, основная роль в приведении в жизнь данных решений возлагалась на СБ. Летом 1942 года несколько членов ОУН-р организовали небольшие отряды, действующие против немецкой администрации — в их отношении СБ вынесла смертные приговоры, позже приведённые в исполнение. В Галиции местное население иногда само организовывало отряды для сопротивления немецким оккупантам. Показателен в связи с этим пример И. Н. Ткачука. Весной 1942 года он создал отряд из 7 человек для самообороны, однако после «разговора» с ровенским проводником ОУН «Чёрным» группа Ткачука распалась, так как «Чёрный» выразил недовольство её «бандитской» деятельностью против немцев. Сам Ткачук присоединился к ОУН.

## СБ и УПА
Как пишет в своем очерке по истории УПА украинский историк Петр Содоль, первые отряды УПА возникли в Полесье и на Волыни. 17-23 февраля 1943 года в селе Тернобежье Олевского района Львовской области по инициативе Романа Шухевича состоялась III конференция ОУН, на которой было принято решение об активизации деятельности и начале вооружённого выступления.
Большинство членов конференции поддержало Шухевича (хотя М. Лебедь возражал), по мнению которого основная борьба должна быть направлена не против немцев, а против советских партизан и поляков — в направлении, уже осуществляемом Д. Клячкивским на Волыни. В то же время некоторые вооруженные подразделения ОУН-Б переходят к борьбе с немцами. Руководитель ОУН на Волыни Сергей Качинский («Остап»), ставший еще в июле 1941 г. в Ровно командиром созданного «Первого куреня Украинского войска им. Холодного Яра» и командир первой сотни УПА Григорий Перегиняк («Долбежка», «Коробка») погибли в боях с немцами в конце зимы 1943 года.
20 марта 1943 года сторонникам и членам ОУН(б), служившим в немецких военизированных и полицейских формированиях, было направлено указание уходить в леса вместе с оружием. В конце марта — начале апреля 1943 года от 4 до 6 (отдельные источники указывают 10) тысяч членов «украинской» полиции составили основу вооружённой структуры ОУН-СД (новое название ОУН(б)), в которой с мая 1943 года было выбрано название Украинская повстанческая армия. Первыми целями созданного формирования стали также поляки и мелкие отряды советских партизан, хотя и в 1942 году националисты стремились уничтожать небольшие разведывательно-диверсионные группы советских воинов, сбрасываемых с самолетов на территорию Волыни, и им это иногда удавалось.
Наиболее активные действия СБ при поддержке созданной в июне 1943 года ВПЖ (Войсковая полевая жандармерия) УПА начала с весны 1943 г. — эти формирования были основными исполнителями плана ОУН(б) по «очищению украинской территории от нежелательных элементов — поляков, схидняков, штунд и прочих элементов». Среди прочих элементов числились также и те, кто по мнению ОУН СБ мог быть «почвой для советской власти» — в апреле 1943 года были зарублены депутат Верховного Совета УССР крестьянка Калина Хомич, её 7-ми месячная дочь и мать.

Кроме первоочередной цели — поляков, СБ приняла участие в устранении «нестойких элементов» внутри организации — в начале мая 1943 года предположительно СБ был убит вместе со своим окружением руководитель Главной команды УПА Василий Ивахив, по другой же версии говорилось, что он был убит в бою с немцами.
В июне 1943 года в УПА была создана военно-полевая жандармерия и служба безопасности (СБ), её возглавил Дмитрий Клячкивский, также, фактически, руководивший УПА до начала 1944 года. По мнению ряда польских историков Клячкивский несёт прямую ответственность за массовое уничтожение польского населения на Волыни. Клячкивский также отдавал приказы приказы об уничтожении советских военнопленных, бежавших из немецкого плена, инициировании физических «чисток» рядов самой УПА — с целью искоренения агентуры противника и «ненадежных элементов».
Летом 1943 г. бандеровские активисты развернули большую работу по формированию из отдельных отрядов единой централизованной партизанской армии. Дело в том, что у них в этот период было, по крайней мере, два сильных конкурента. С одной стороны, это члены ОУН — сторонники Андрея Мельника. В течение июля-августа 1943 года бандеровцы силой разоружили большую часть этих подразделений. При этом их командиры преимущественно уничтожались, а немногие оставшиеся в живых имели за спиной «ангелов с удавками» — персонал СБ. На вторую половину августа 1943 приходится пик активных действий бандеровской УПА против отрядов Тараса Боровца, в результате чего были убиты несколько их командиров. ОУНовцам также удалось захватить в плен жену Боровца — Анну Опоченскую. После долгих пыток в СБ её казнили. Боровец переименовал свое «войско» в «Украинскую народно-революционную армию» (УНРА) и вскоре обвинял руководство ОУН в том, что «бандериадой руководят вражеские агенты, немецкие и большевистские (Рихард Ярый, Максим Рубан)». В августе противостояние между националистами закончилось, после чего подавляющая часть оппонентов оказалась в подчинении у ОУН-Б.
На 3-м Чрезвычайном Великом сборе ОУН (б) в августе 1943 было несколько реформирована структура службы безопасности. Главным управляющим органом службы безопасности стала референтура службы безопасности Главного провода ОУН (б). На нее возлагались задачи разведки, контрразведки, следствия в полет. и уголовным делам, контроля за соблюдением конспирации среди членов подполья и выполнением приказов руководства, ведения разведки в иностранных гоусдарствах и тому подобное. Референтуры службы безопасности продолжали действовать при краевых, окружных, районных и надрайонных проводах. В низовых звеньях — на уровне "кустов" и "станиц" — действовали законспирированные информаторы службы безопасности. При Референтуре службы безопасности в обязательном порядке, кроме референтов, были следователи, архивариусы, боевики, разведчики, информаторы, связные, канцеляристы. Численный состав референтур ни был постоянным,
Попытки контролировать все звенья подполья, личная жизнь подпольщиков и политические настроения населения привели к тому, что структуры службы безопасности 1943 непомерно разрослись. Количество информаторов службы в отдельных районах достигла сотен человек, в отдельных районах вместо одной создавалось 2-3 вооруженные отряды службы безопасности численностью 10-25 боевиков.
К началу осени 1943 года многие районы Волыни стали «этнически чистыми» — согласно отчету УПА-СБ за 1-10.09.43 (район Млынив) «за отчётный период ликвидировано 17 польских семей (58 человек)… Местность в целом очищена. Ляхов чистокровных нет. Дело смешанных семей рассматривается».
К этому периоду УПА начало «мобилизацию» в свои ряды — отказавшихся обычно публично вешали, во многих случаях полностью уничтожались семьи «отказников» или «дезертиров». Таким образом, лидерство СБ состояло из безжалостных представителей ОУН (б), в то время как многие ее участники-солдаты были насильственно призваны из местного населения. И советские, и немецкие отчеты докладывают о том, что дисциплина в УПА поддерживалась террором. Советы писали так: «40 % регулярных солдат УПА являются добровольцами, остальные же — мобилизированы насильственно. В Ровенской области мужчины были мобилизированы под угрозой физического истребления… Случаи дезертирства среди насильственно мобилизированных мужчин в УПА увеличились в декабре 1943 г. в связи с успешным продвижением Красной армии на территорию Западной Украины: «40 % регулярных солдат УПА являются добровольцами, остальные же — мобилизированы насильственно. В Ровенской области мужчины были мобилизированы под угрозой физического истребления… Случаи дезертирства среди насильственно мобилизированных мужчин в УПА увеличились в декабре 1943 г. в связи с успешным продвижением Красной армии на территорию Западной Украины»». Немецкий отчет от декабря 1943 г. дает следующее описание СБ-ОУН: «Националистическая Украинская повстанческая армия создала "службу безопасности". Нам удалось арестовать представителя "национальной украинской службы безопасности" в районе города Ровно. Он сказал, что эта служба безопасности находится в подчинении группы УПА и имеет следующие задания: уничтожение членов Коммунистической партии, поляков и немцев, истребление дезертиров, надзор за неместным населением, набор молодых людей в движение украинских националистов и повстанческую армию».
Как указывалось в одном из донесений руководству ОУН-УПА в 1944 году, поясняющему отказы населения их поддерживать: «не хотят уже „полищуки“ этой Национальной Революции — у них уже в каждой семье есть повешенные».
С приближением войск Красной Армии к районам деятельности ОУН(б) в конце 1943 перед СБ были поставлены задачи «полной очистки территории от враждебного элемента» — массовое уничтожение было начато в январе 1944. В первую очередь уничтожался «польский элемент», «коммунистические сексоты» — во вторую очередь. К началу декабря 1943 г. также изменилось отношение ОУН к национальным подразделениям УПА. 15 января 1944 г. комендант СБ штаба УПА-Север Василий Макар-«Караспун» издал инструкцию, в которой призывалась воздержаться от агитации среди вражеского окружения (к нему относились национальные формирования, красноармейцы и советские военнопленные) за вступление в УПА. С приближением советских войск опасность для «националов» в УПА возрастала. Такое изменение политики по отношению к вступлению «националов» в УПА, по всей видимости, было связано с тем, что, несмотря на провозглашённые лозунги, ОУН и УПА были организационно не готовы к вступлению большого количества солдат-неукраинцев в УПА. Иногда эти «национальные» отряды с приближением фронта переходили на сторону Советов. Результатом стало усиление внимания к этим «элементам» со стороны СБ и чистки, то есть физическое уничтожение неблагонадежных «элементов».
Продолжались также чистки в самой СБ и структуре ОУН.
С возвращением в западные области Украинской ССР Советской власти широко развернулась борьба СБ с «сексотами» — которых рекомендовалось принародно вешать с соответствующей табличкой. Среди «сексотов» инструкция СБ называла учителей, сотрудников советских учреждений на селе, сторожей, железнодорожников, водителей трамваев и других.
После активных мер, направленных на уничтожение всех частей ОУН(б), проведённых в конце 1944 года властями УССР, численность отрядов УПА значительно сократилась. В начале 1945 года руководством ОУН(б) было принято решение ликвидировать ВПЖ и структуры СБ в УПА.

## Восстание против СБ
К началу 1945 года СБ получила практически неограниченную власть над подпольем ОУН(б) и имела полномочия на уничтожение любого из её членов, включая членов Главного Про́вода. В течение января — сентября 1945 года только краевой референт СБ в группе «Юг» Николай Козак (кличка Смок) по рассмотренным 938 делам против членов подполья по подозрению в измене ликвидировал 889 человек. В послевоенные годы Козак занимался разработкой тактики действий подполья в новых послевоенных условиях. Дослужился до звания майора СБ ОУН(б). Одним из наиболее известных достижений «Смока» считается оперативная игра с органами НКГБ УССР, в ходе которой случился серьёзный провал советской разведки. С помощью подпольщицы Людмилы Фои Николай ликвидировал трех высокопрофессиональных агентов спецслужб.
«Работа СБ компрометирует наше движение» — так оценивали отдельные руководители ОУН(б) деятельность данной структуры.
Один из них, С. Янышевский (кличка Далекий), вместе со своим участком «Одесса» открыто выступил против террора СБ, но в итоге был уничтожен СБ вместе с сотнями поддержавших его участников подполья ОУН(б), хотя противостояние длилось до 1948 года.
В инструкциях середины 1946 г. отрядам ОУН-УПА было приказано не убивать украинских женщин, которые хотели стать советскими гражданами, и ограничиться ликвидацией отступников в своих рядах, пособников Советов и провокаторов — но не членов их семей.

## Методы СБ
В своей деятельности СБ широко применяла пытки — дыбой, огнём, «подследственным» отрубали конечности, сжигали живьём и медленно душили. Как указывал сдавшийся властям член ЦП ОУН(б) «Коваль», если бы его допрашивали «методами СБ», он бы признал себя даже абиссинским негусом.
Широко применялась коллективная ответственность — уничтожались семьи тех, кто добровольно пошёл служить в Красную Армию, кто «вышел из леса» или не захотел идти в него. Так, 26 ноября 1944 года в селе Испас Выжницкого р-на Черновицкой области было уничтожено 15 семей (41 человек) за отказ взрослых мужчин «идти в лес». После окончания Второй мировой войны под пристальным вниманием СБ оказались вступающие в колхозы — в селениях, поддержавших создание колхоза, рекомендовалось применять «пяткование» — уничтожение каждого пятого жителя.

## Спецотряды СБ
В 1944—1947 годах СБ создавались «камуфлированные группы» из персонала СБ, переодетого в форму Красной Армии или частей внутренних войск. В их задачи входило уничтожение «сотрудничавших с советской властью» и дискредитация органов правопорядка посредством террора гражданского населения. Известно о существовании групп «Касьяна» «Морозенка» и других. Так, при ликвидации одного из руководителей СБ в Карпатах у него было найдено 28 орденов и 150 красноармейских книжек, принадлежавших ранее убитым солдатам, офицерам и сержантам Красной Армии.
Гражданскому населению, для того чтобы быть зачисленным в «помощники совэтов», достаточно было пустить на постой или накормить солдат и офицеров Красной Армии, сдать зерно фронту и т. п. Порядок ликвидации «сексотов» был регламентирован соответствующими письменными инструкциями, содержавшими тексты наподобие «в ходе ликвидации указанных лиц не жалеть ни взрослых членов их семей, ни детей».

## Гендерная статистика жертв СБ
Американский историк Джефри Бурдс в работе «Советская агентура. Очерки истории СССР в послевоенные годы (1944—1948)» Москва — Нью-Йорк 2006, анализируя известную по архивам статистику жертв СБ за период 1944—1948 года, отметил, что в числе уничтоженных СБ преобладали молодые женщины.
Одним из последних известных крупных проявлений этого направления «деятельности» СБ стало обнаружение в конюшне Львовского государственного университета 21 июня 1948 года множества отрубленных человеческих ног. В ходе расследования советские оперативники обнаружили 18 обнажённых и изуродованных трупов, которые были идентифицированы как 17 женских и один труп подростка. Все убийства «сексотов» совершались группой СБ согласно указаниям командира отряда УПА, базировавшегося под Львовом. Один из членов отряда, занимавшегося «ликвидацией», был завербован бывшим офицером дивизии СС «Галичина».

## Ликвидация СБ
К ликвидации структур и подразделений СБ органы правопорядка УССР при поддержке внутренних войск приступили практически сразу после того, как были освобождены от немецких войск территории, на которых действовала эта структура. После ликвидации крупных отрядов УПА основной целью советских органов правопорядка стали структуры ОУН(б) и СБ ОУН. К весне 1946 года боёвки (отряды) СБ ОУН(б) составляли основу антисоветского подполья в отдельных районах ряда западных областей УССР. Этому способствовал принятый Центральным Проводом ОУН(б) курс на приоритетное сохранение двух своих структур — службы пропаганды и СБ.
Несмотря на различные просчёты органов правопорядка УССР, сеть СБ медленно, но верно ликвидировалась. При этом, для вскрытия конспиративной структуры, с советской стороны применялись легендированные группы, состоявшие в большинстве из бывших сотрудников самой СБ. В связи с тем, что при действиях отдельных групп имелись случаи нарушения законности, с весны 1949 года они были расформированы.
В связи с общими потерями в подполье ОУН(б) структуры СБ (референтуры СБ) были распущены в конце 1951 года — их персонал занял руководящие позиции в подполье ОУН(б).
Анализ 348 биографических справок на руководителей и рядовых членов Службы Безопасности на Волыни демонстрирует, что 0,3% руководителей и членов СБ ОУН на Волыни погибло от действий немцев, те же 0,3% были уничтожены польскими войсками, 44% погибли в борьбе с советскими органами безопасности и 2% были казнены самой службой безопасности ОУН(б).

## Руководители СБ
- Н. К. Лебедь — 1940 — до марта 1941 года
- Н. В. Арсенич — март 1941 — 23 января 1947 года
- Я. А. Дякун (Дякон) — 9 ноября 1948 года — исполняющий обязанности

## СБ в ЗЧ ОУН(б)
С организацией в 1945 году в оккупационной зоне войск США ЗЧ ОУН(б) (Заграничных частей ОУН(б)) в структуре этой организации также была создана СБ, контролировавшая как саму организацию, так и её структурные подразделения и организации, находящиеся под её влиянием. Также занималась ликвидацией нелояльных ОУН(б) и заподозренных в сотрудничестве с советскими властями. Руководители СБ ЗЧ ОУН — Я. Рак, М. В. Матвиейко (до мая 1951 года), И. Кашуба (до 1960), С. Мудрик-Мечник. Куратором СБ выступал С. Ленкавский. После распада СССР в 1991 году не была расформирована.
Василь Кук — последний руководитель Провода ОУН(б) на МУЗ указывает, что в 1990-х его опрашивали члены СБ, прибывшие из-за рубежа.